# Correlations
Correlations (deutsch Korrelationen bzw. Wechselbeziehungen) ist das dritte Musikalbum der deutschen Band Ashra unter ihrem neuen Namen. Es wurde 1979 veröffentlicht und nun wieder mit anderen Musikern zusammen aufgenommen, nicht wie die Vorgänger als reine Soloalben von Manuel Göttsching.
Das Cover wurde von der bekannten britischen Grafikdesignagentur Hipgnosis erstellt und zeigt den für das Unternehmen typischen surrealistischen Stil.

## Titelliste
- Geschrieben und arrangiert von Ashra. In Klammern die deutsche Übersetzung der Titel:

1. Ice Train (Eiszug) – 7:40
2. Club Cannibal – 5:24
3. Oasis (Oase) – 3:46
4. Bamboo Sands (Bambussände) – 5:40
5. Morgana da Capo – 5:29
6. Pas de Trois (Ballett für drei Tänzer) – 8:58
7. Phantasus – 5:11

## Besetzung
- Manuel Göttsching: Gibson SG, Keyboard und Synthesizer
- Harald Grosskopf: Schlagzeug, Perkussion und Synthesizer
- Lutz Ulbrich: E-Gitarre und Keyboard

## Produktion
- produziert von Ashra